# チアゴ・マイア・アレンカル
チアゴ・マイア（Thiago Maia）こと、チアゴ・マイア・アレンカル（Thiago Maia Alencar、1997年3月23日 - ）は、ブラジル・ロライマ州ボア・ヴィスタ出身のサッカー選手。CRフラメンゴ所属。ポジションはミッドフィールダー（MF）。アレンカルを「アレンカール」と表記されることもある。

## 経歴

### クラブ
2014年、ブラジル・カンピオナート・ブラジレイロ・セリエAのサントスFCのトップチームへ昇格した。
2017年、7月27日、リーグ・アンのリールに移籍することが発表された。
2020年、1月22日、CRフラメンゴへ半年のレンタル移籍。

### 代表
U-17ブラジル代表に飛び級で選出された経歴を持つ。2016年に行われるリオデジャネイロオリンピックのU-23ブラジル代表メンバーに選出された。

## 代表歴

### 出場大会
- U-23ブラジル代表
  - 2016年 - リオデジャネイロオリンピック

## タイトル

### 代表
U-23ブラジル代表
- オリンピック 金メダル：1回 (2016)